# 大谷家
大谷家（おおたにけ）は、浄土真宗の一派である本願寺の法主（門主／門首）を世襲によって継承した覚如（親鸞の曾孫）の子孫の家号。
明治時代に名字必称となり大谷を姓として用いることで成立する。親鸞を家祖とする。大谷光尊（明如）以降の浄土真宗本願寺派の門主と、大谷光勝（嚴如）以降の真宗大谷派の門首、及びその一族が姓としている。本願寺は慶長7年（1602年）に分立したため、「西本願寺」と「東本願寺」と通称される。そのため、西本願寺系の大谷家と東本願寺系の大谷家がある。明治維新後、東・西両家とも華族に列し伯爵家となる。

## 家紋
家紋は、明治時代以後の西本願寺大谷家は西六条八ツ藤紋と西六条藤（下り藤）、東本願寺大谷家は東六条八ツ藤紋と本願寺抱牡丹紋が主に用いられる。&下り藤紋・抱き牡丹紋・八ツ藤紋は、一般的な紋様とことなり、独自のものである。
西本願寺 大谷家

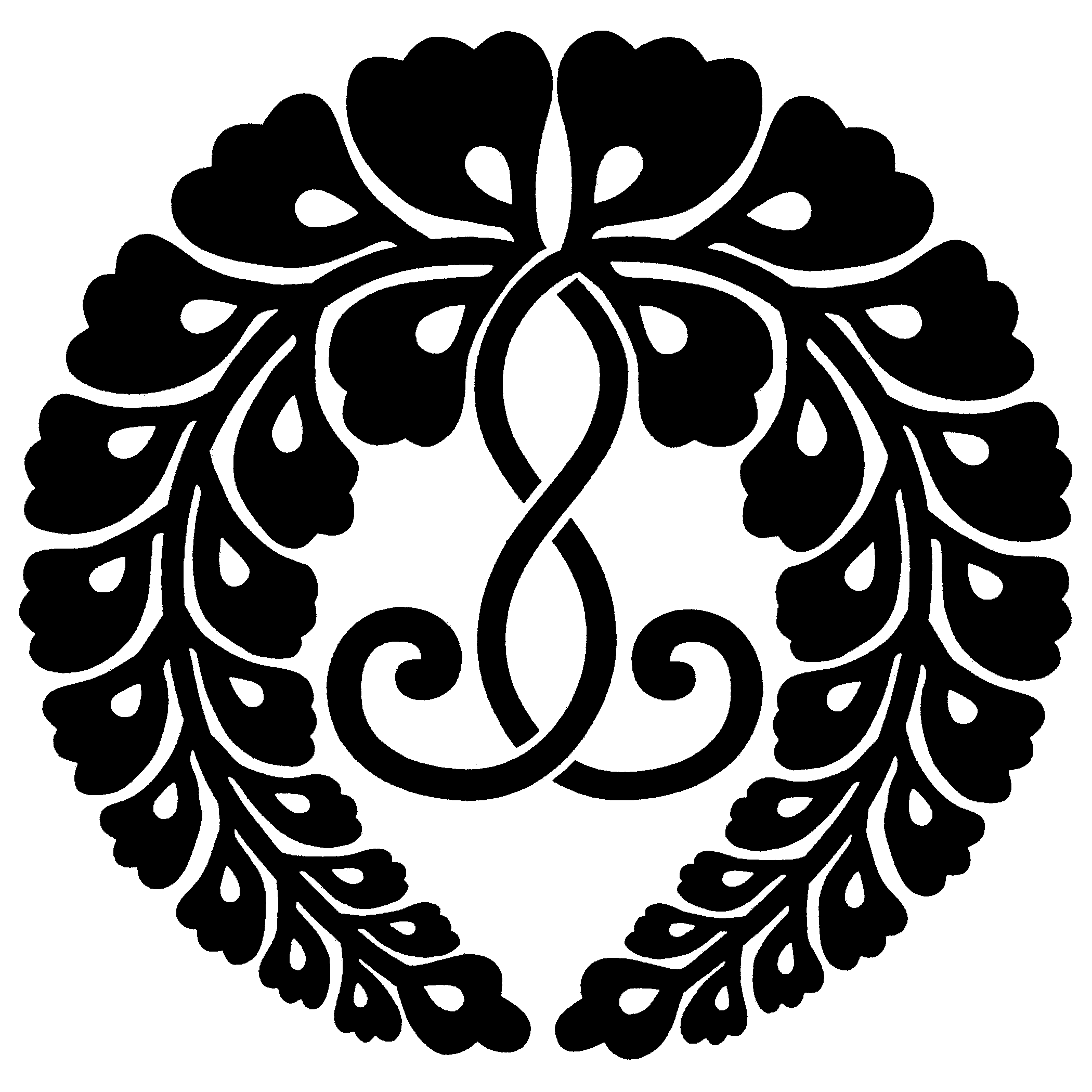
西六条藤紋
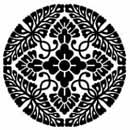
西六条八藤紋

東本願寺 大谷家

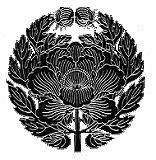
本願寺抱牡丹紋
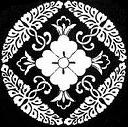
東六条八藤紋

## 明治以前の家号について

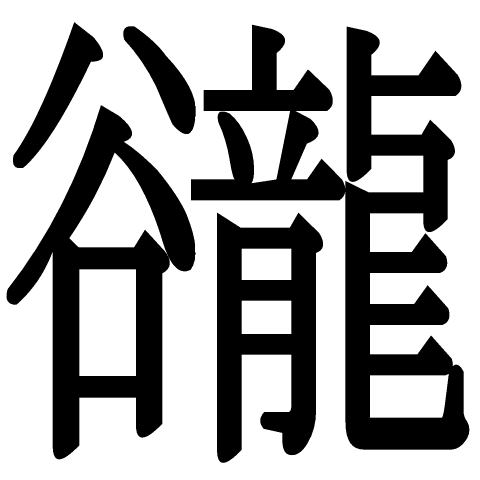
おおたに - 本願寺山号

大谷姓の由来は、後述する親鸞の廟堂が京都東山知恩院北門の大谷の地に定められたことによる。大谷には「豅」（読みは「ロウ」、意味は「長大な谷」、転じて「おおたに」・「ながたに」と訓ずる）の字が充てられたこともあり、後に本願寺は「豅山」（おおたにざん）を山号とした。令和5年（2023年）現在の西本願寺は「豅」の字を分かち、龍谷山本願寺（りゅうこくざんほんがんじ）と号している。龍谷大学の学名の由来でもある。
本願寺は戦国時代には一向一揆の広がりのもとで戦国大名に伍する勢力をもったことから、戦国大名のひとつに数えられることもあるが、法主の法名や諱に本願寺を冠して「本願寺 顕如」、「本願寺 光佐」とするのは、文書や裏書において「本願寺の法主である〇〇」と明示するための署名に見られる表現によるものであって、本願寺法主（門主）の家系が「本願寺」を家の名字・姓としたこともなく、「本願寺氏」という氏が存在したこともない。彼らは仏弟子の名乗りとして「釈」を姓としていた。なお僧侶の名前に住寺の名称を冠することは、同名の別人と区別するためにも、よく用いられる慣例的表記である（例えば、浄影寺慧遠）。

## 歴史
親鸞の末娘覚信尼は、弘長2年（1262年）に親鸞の臨終を看取り、遺骸は京都東山・鳥部野北辺の「大谷」に納められた。文永9年（1272年）に吉水の北辺（現・崇泰院（そうたいいん、知恩院塔頭付近）に改葬し、東国門徒の尊崇を集める廟堂として「大谷廟堂」を建立、覚信尼の長男覚恵が留守職としてその管理を行うこととなった。大谷廟堂は諸国の門徒の参詣と寄進を集める一方で、後に留守職をめぐって覚恵の子覚如と、覚恵の異父弟唯善との間で争いとなり、覚如が辛うじて勝利して自己の家系による留守職の世襲を確立した。正和元年（1312年）、覚如は廟堂を寺院化し、大谷本願寺が成立する。元弘元年/元徳3年（1331年）、覚如は『口伝抄』を撰述し「三代伝持の血脈」を表明し、法灯継承を主張、自らを本願寺第3世と位置づける。
以来、覚如の子孫が継承した本願寺は教団の形成を進め、室町時代の第5世綽如の時に北陸地方へと進出、第7世存如の時代までに加賀、能登、越前、近江などで本願寺教団が形成されていった。だが、親鸞死後より教団形成に努めてきた他の浄土真宗の系統に比べて教団形成は大きく出遅れ、室町時代前期の本願寺は青蓮院の末寺とされ、大谷家としては日野家（親鸞の実家）の縁で九条家の家司に准じた事も行っていたと言われている。
15世紀後半に入ると、第8世蓮如の活動によって本願寺教団は日本全国へと広がるが、比叡山の弾圧などで寛正6年（1465年）に大谷本願寺は破却される。蓮如は越前の吉崎（吉崎御坊）、ついで京都郊外の山科に移った（山科本願寺）。加賀では蓮如の代の教勢拡大を背景に、長享2年（1488年）に加賀一向一揆が起こり、加賀の本願寺教団は守護の富樫氏を追放し、「百姓の治める国」といわれる状況が生まれることになる。この領主不在の状況は天正8年（1580年）までのおよそ百年間続いた（実際には真宗門徒の有力者が自治を行っていた）。
16世紀に入ると、戦国の動乱の中で、本願寺教団は零細な農民から地侍、土豪などの武士階層に至るその組織力を武器に日本各地で活動を活発化させるが、山科本願寺は天文法華の乱により天文元年（1532年）に戦災にあい（山科本願寺の戦い）、第10世証如は摂津西成郡（現在の大阪府大阪市）に蓮如が開いた石山御坊へと移り、石山本願寺とする。
淀川河口の河川交通の要衝大坂をおさえる上町台地北端の丘の頂上に位置する石山本願寺を本拠地として、証如は諸大名や室町幕府、朝廷との緊密化を図り、本願寺の勢力基盤を安定させた。一方で、証如の時代の末期から、北陸をはじめとする地方の本願寺教団では、本願寺の統制を外れて独自路線を歩む者もあらわれつつあった。
証如の子・第11世顕如の時、事実上自立した大名権力となっていた本願寺教団は畿内に進出し、宗教勢力から領主権力を奪って統一支配を確立しようとする織田信長と対立することとなった。元亀元年（1570年）から10年にわたって続いた本願寺と織田氏の抗争、いわゆる石山合戦は、要塞化された石山本願寺に立て篭もる顕如らと、各地で織田氏への抵抗運動を繰り広げる本願寺門徒との連携によって本願寺が優勢に立ち、信長を大いに苦しめることとなる。しかし、天正2年（1574年）には伊勢国長島の願証寺が織田氏によって滅ぼされ、天正3年（1575年）に越前を織田氏から奪還した越前一向一揆が覆滅されるなど各地の抵抗がそがれ、天正6年（1578年）には第二次木津川口の戦いで本願寺と同盟する毛利氏の水軍が織田水軍に敗れるなど、本願寺の外では敗北を重ねていった。本願寺は依然として雑賀衆などの支援を集めつつ強勢を保ったが、次第に敵中に孤立していき、天正8年、ついに正親町天皇の勅命を引き出した信長に屈して石山本願寺を退去し、領主権力としての本願寺は敗れ去った。

## 本願寺の分裂・それ以降の動向
このとき顕如の意向に反して抵抗を続けることを主張した長子教如と顕如は対立。天正20年/文禄元年（1592年）に顕如が示寂すると、教如が第12世を継承するも、豊臣秀吉の意向により教如は翌文禄2年（1593年）に隠退させられ、替わって3男の准如が第12世に就任した。しかし、その後も教如は教化活動を続け、それを支持する末寺も多かったことから、慶長7年（1602年）、徳川家康により教如は六条烏丸に寺地を与えられ、本願寺を分立させた。これより以後、本願寺教団は東・西に分裂するに至った。
もともと堂上家（公家）の日野有範の子息である親鸞と、日野広綱（覚恵の父）の血統を引く東・西の両大谷家当主は、代々有力公家の猶子になる慣習があり、代々公家と通婚を続けており、母系によっても公家化が進んでいった。このような経緯から明治維新後、両大谷家は華族に列し、ともに伯爵を授けられた。他の世襲門跡家や神道系の世襲宮司・国造家は男爵に叙されており、この待遇は破格であった。

### お東騒動
第二次世界大戦後、大谷派では東本願寺や宗門のあり方などを巡る対立からお東騒動と呼ばれる内紛が発生し、東大谷家は令和5年（2023年）現在も事実上の分裂状態が続いている。

## 皇室・華族との関係
※ 近代以降の大谷家と皇室・華族（公家）間の通婚の例。
浄土真宗本願寺派
- 光瑞（第22世鏡如） - 籌子（九条道孝3女、貞明皇后の姉）
- 武子（第21世明如の長女） - 九条良致（九条道孝の5男）
- 光明（光瑞弟、光照父） - 紝子（九条道孝の7女）
- 光照（第23世勝如） - 嬉子（徳大寺実厚の長女）
- 正子（光明の長女） - 近衛文隆（近衛文麿の長男）

真宗大谷派
- 光勝（第21代嚴如） - 和子（伏見宮邦家親王の4女）
- 恵子（第22代現如の次女） - 九条道実（九条道孝の長男）
- 光演（第23代彰如） - 章子（三条実美の3女）
- 光暢（第24代闡如） - 智子（久邇宮邦彦王の3女、香淳皇后の妹）

浄土真宗東本願寺派
- 光紹（第25世） - 貴代子（真宗誠照寺派28世二條秀淳の長女）

## 略系図
実線は実子、点線（縦）は養子、点線（横）は婚姻関係。